# Traugott Herr
Traugott Herr, nemški general, * 16. september 1890, † 13. april 1976.